# تشيزاري برانديلي
 كلاوديو تشيزَاري برانديلــّي ( Claudio Cesare Prandelli)، من مواليد 19 أغسطس 1957 في أورزينووفي بمقاطعة بريشا، وهو مدرب كرة قدم إيطالي، والمدرب السابق لـ منتخب إيطاليا لكرة القدم ونادي النصر الإماراتي ونادي فيرونتينا.
بدأ برانديلــّي بتدريب نادي هيلاس فيرونا، وبعدها قضى موسمين مع نادي بارما، حيث أشتهر في أوروبا، وفي موسم 2004/2005 أصبح مدربا لنادي روما، ولكنه ترك الفريق بسبب مشاكل في العائلة، وفي موسم 2005/2006 عين كبديلا للمدرب دينو زوف في فيورنتينا، وقد حقق في هذا الموسم نجاح كبير جدا، حيث قاد فيورنتينا إلى المركز الرابع في الدوري الإيطالي، ولكن بسبب فضيحة التلاعب بالنتائج استبعد فيورنتينا ونادي يوفنتوس من المشاركة في دوري أبطال أوروبا.و في 2009/2010,قاد فيورنتينا إلى ثمن نهائي دوري أبطال أوروبا بعد الفوز على نادي ليفربول ونادي ليون في دور المجموعات.لكن خطأ تحكيميا من الحكم النرويجي المشهور باخطائه المميتة توم هينينغ أفريبو في احتساب هدف تسلل بنحو مترين لمصلحة بايرن ميونخ في مباراة الذهاب كان له دور في إقصاء فيورنتينا من هذا الدور.
في 30 مايو 2010, أنيط برانديلي بتدريب منتخب إيطاليا لكرة القدم خلفا لمارشيلو ليبي على أن يتقلد مهامه بعيد كأس العالم 2010.
أعلن استقالته من تدريب المنتخب الإيطالي بعد الخروج من دور المجموعات في كأس العالم 2014 المقامة في البرازيل
أعلن نادي غلطة سراي التركي التعاقد معه بعد إعلانه الاستقالة.

## روابط خارجية
- تشيزاري برانديلي على موقع قاعدة بيانات كرة القدم.إي يو (الإنجليزية)
- تشيزاري برانديلي على موقع ناشيونال فوتبول تيمز (الإنجليزية)
- تشيزاري برانديلي على موقع Soccerbase.com (مدرب) (الإنجليزية)
- تشيزاري برانديلي على موقع Soccerway.com (الإنجليزية)
- تشيزاري برانديلي على موقع عالم كرة القدم.نت (الإنجليزية)